# Domingo Crisanto Delgado Gómez
Domingo Crisanto Delgado Gómez (Güímar, 1806 – San Juan, 1858) è stato un compositore spagnolo, primo organista della cattedrale di San Giovanni Battista di Porto Rico.

## Biografia
Nacque nel 1806 nella città di Güímar, sull'isola di Tenerife. Nel 1821 divenne  cantante nella cappella musicale della cattedrale de La Laguna, sulla sua isola natale. Poi si distinse per il suo talento e compose numerose colonne sonore per la Cattedrale e il convento di Santa Caterina da Siena.
Domingo Crisanto, apprendista maestro di cappella, ebbe come maestro Miguel Jurado Bustamante, che fu poi sostituito da Manuel Fragoso nel 1828. Domingo è stato direttore del coro, secondo assistente organista della Cattedrale de La Laguna e notevole compositore. Ha imparato a suonare il violino e ha lavorato come insegnante di musica.
Tra la morte di Bustamante e la malattia di Fragoso, Crisanto continuava a sperare di essere nominato maestro di cappella presso la cattedrale de La Laguna.
In cerca di nuovi orizzonti professionali, si trasferì a Porto Rico, dove  entrò nella cappella musicale della cattedrale di San Giovanni Battista.
In Porto Rico è diventato uno dei più grandi musicisti di questo paese, dove ha ricoperto il ruolo di secondo direttore del coro, organista sostituto e organista maggiore (un titolo che ha tenuto fino alla morte). Nel corso degli ultimi otto anni è stato anche docente di organo e composizione. Quando Crisanto era docente, ha avuto tra i suoi studenti il compositore Felipe Gutiérrez y Espinosa, uno degli iniziatori del futuro della scuola dei compositori portoricani.